# Ардеа
А̀рдеа (на италиански: Ardea) e град и община в провинция Рим, Централна Италия, регион Лацио. Намира се на 36 км южно от Рим. В Ардеа живеят 41 506 жители по данни от преброяването на 30 април 2009 г.

## История
Ардеа е древната, митична и прочута столица на царя на рутулите Турн. Градът, намиращ се в блатиста местност е колонозиран от римляните през 442 пр.н.е.. Ардеа пострадва много през гражданските войни между Марий и Сула.
С отводняването на Понтийските блата от 1932 г. долината на Ардеа е населена отново. Ардеа става част от новооснования град Помеция. През 1970 г. Ардеа е самостоятелен град в провинция Рим.